# Loukísia
Loukísia är en ort i Grekland.   Den ligger i prefekturen Nomós Evvoías och regionen Grekiska fastlandet, i den östra delen av landet, 60 km norr om huvudstaden Aten. Loukísia ligger 175 meter över havet och antalet invånare är 1 161.
Terrängen runt Loukísia är huvudsakligen kuperad, men åt nordost är den platt. Havet är nära Loukísia norrut. Runt Loukísia är det ganska tätbefolkat, med 72 invånare per kvadratkilometer. Närmaste större samhälle är Chalkída, 13,6 km öster om Loukísia. 